# Rock 'n' Roll (album de Trust)
Pour les articles homonymes, voir Rock 'n' roll (homonymie).
Albums de Trust
Trust IV
(1983) Paris by Night
(1988)
Rock'n'Roll est le cinquième album studio du groupe de Hard rock français Trust sorti en 1984. Il rencontre un véritable échec tant critique que commercial à sa sortie, provoquant la séparation du groupe.
Le batteur du groupe Farid Medjane confirmera l'information qui était connue des fans du groupe : Jean-Jacques Goldman a composé le titre Serre les poings figurant dans l'album. « La maison de disques n'avait pas son tube. Du coup, ils ont mandaté Jean-Jacques Goldman pour en écrire un ! C'était Serre les poings. » « L'histoire est restée confidentielle car il n'apparaît pas dans les crédits de l'album, mais oui. Nous avons même passé une semaine dans le Var, au studio Miraval [studio non crédité dans les crédits de l'album, NDLR], pour mettre ce titre en boîte et Jean-Jacques était là.»

## Liste des morceaux
| No | Titre                          | Auteur                     | Durée |
| -- | ------------------------------ | -------------------------- | ----- |
| 1. | Chacun sa haine                | Bonvoisin / Krief          | 3:51  |
| 2. | Mongolo's Land                 | Bonvoisin / Krief / Brusco | 4:24  |
| 3. | Paris                          | Bonvoisin / Krief / Brusco | 3:50  |
| 4. | Les Notables                   | Bonvoisin / Krief          | 4:05  |
| 5. | Avenir                         | Bonvoisin / Brusco         | 4:10  |
| 6. | Serre les poings               | Bonvoisin / Krief / Brusco | 4:09  |
| 7. | I Shall Return (Je reviendrai) | Bonvoisin / Brusco         | 4:28  |
| 8. | Rock'n'Roll Star               | Bonvoisin / Krief / Brusco | 3:48  |
| 9. | Surveille ton look             | Bonvoisin / Brusco         | 6:42  |

## Formation
- Bernie Bonvoisin : chant
- Norbert Krief : guitare
- Yves Brusco : basse
- Farid Medjane : batterie

## Musiciens additionnels
- P. Bourguignon : saxophone sur "Avenir"
- Sebastian Santa Maria : synthétiseur sur "I Shall Return" et "Mongolo's land"
- Jean-Yves D'Angelo : synthétiseur sur "Les notables"
- Jean-Philippe Goude : synthétiseur sur "Serre les poings"